# Pero inferna
Pero inferna là một loài bướm đêm trong họ Geometridae.